# Guillaume d'Angleterre (1153-1156)
Guillaume d'Angleterre, né le 17 août 1153 et mort le 25 décembre 1156, est le premier fils d’Henri II d'Angleterre et d'Aliénor d'Aquitaine,,. 

## Biographie
Le lieu de naissance de Guillaume n'est pas connu avec certitude. On peut supposer qu'il voit le jour à Angers, où Aliénor tient sa cour en l'absence de son mari. Le nom de Guillaume, choisi par Aliénor, est traditionnel dans la famille des ducs d'Aquitaine, comme le souligne Robert de Torigni, mais appartient aussi au lignage maternel d'Henri, issu du duc Guillaume le Conquérant,.
Il meurt le 25 décembre 1156, à l'âge de trois ans du fait de convulsions, au Château de Wallingford en Angleterre. Il est enterré à l'Abbaye de Reading, aux pieds de son arrière-grand-père Henri Ier d'Angleterre, le père de sa grand-mère paternelle Mathilde l'Emperesse.